# 麵粉

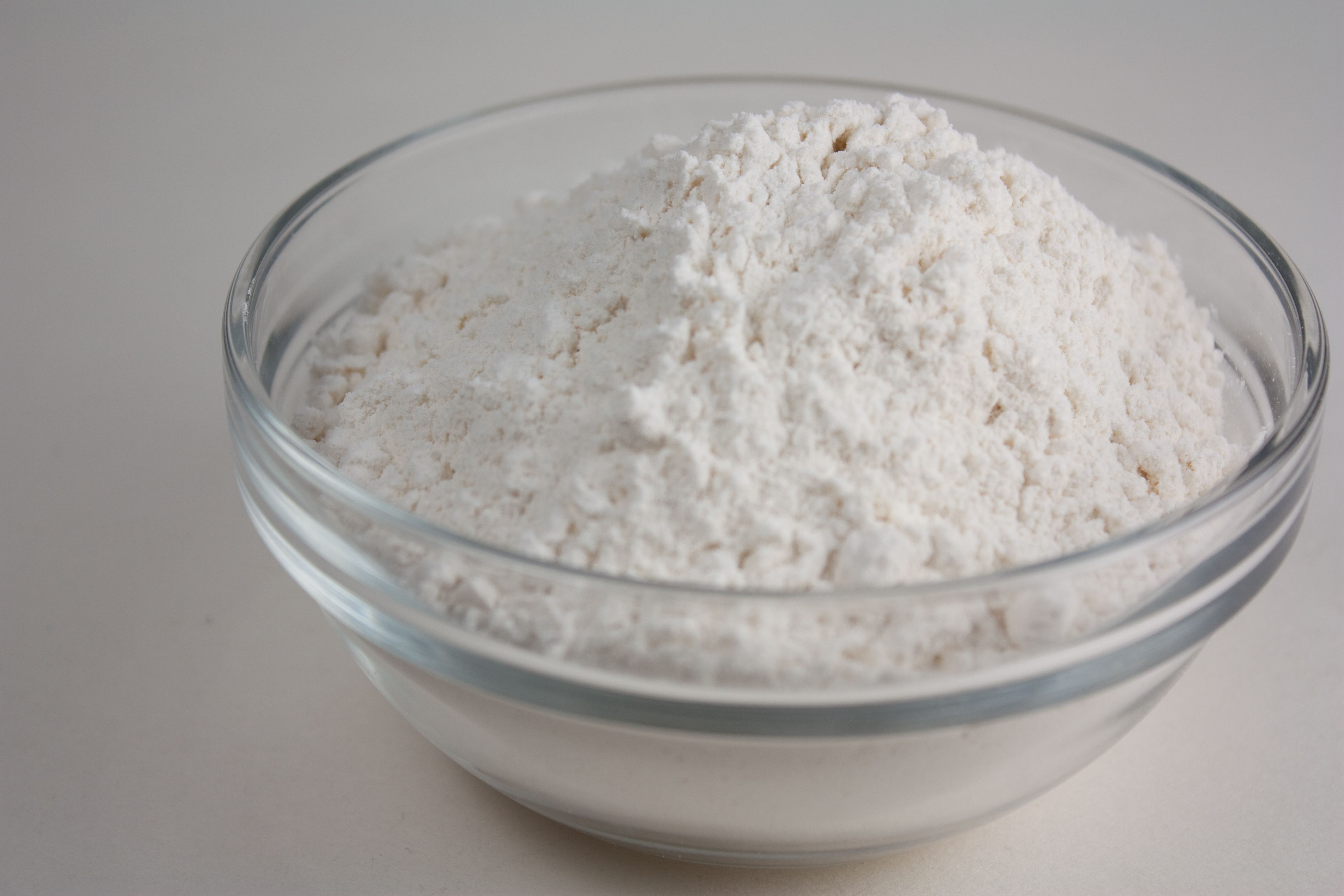
多功能麵粉

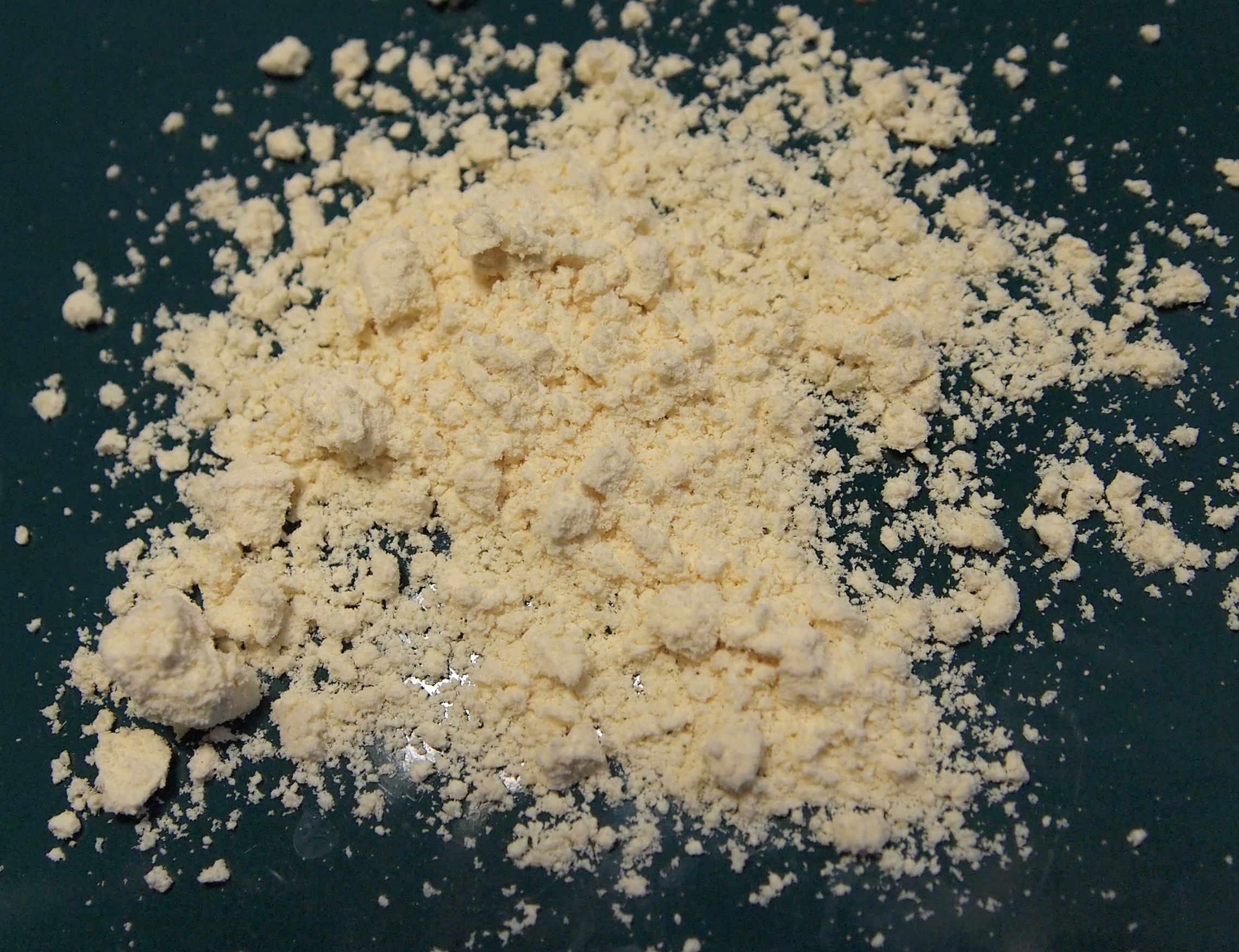
黄豆粉不属于一種麵粉

小麥粉或小麦面粉，常簡稱麵粉，是一種由小麦研磨而成的粉末。在漢語中，若“麵粉”不另加說明，則特指“小麥製麵粉”。其它穀物（如大麥、燕麥、蕎麥、黑麥）的粉末則稱為穀粉，但也可簡稱麵粉。
歷史上，麵粉是大洋洲、欧洲、南美洲、北美洲、中东、印度北部及北部非洲文化中重要的食物原料之一，也是他們文化中麵包及糕点的主要成份之一。現今，由於中國、印度、和美國這三個人口最多的國家所消耗的主食也為小麥麵粉，故（小麥）麵粉的產量較其他穀物的穀粉產量要高出許多。
麵粉是世界上最常見的食品原料之一，經常需要加水製作為麵團，再蒸烤食用。麵粉承擔了人類食物中的“主食”和“甜點”的大部份，例如各種麵包、饅頭、蛋糕、麵條、餅、餅乾等均由麵粉製作。

## 歷史
欧洲旧石器时代晚期的地层，大约距今三万年前，已有將小麥磨粉製成发酵的粮食饼之考古證據。小麦和大麦在新月沃土被馴化，再把穀物磨成麵粉所製成的面包，大约一万年前的新石器时代已成为主食，研磨穀物效率較高的轉磨於公元前6世紀在伊比利亞半島東北部出現，之後隨羅馬帝國的擴張被引入到地中海東部的小亞細亞及黎凡特，至4世紀水力磨坊能夠大量生產麵粉，麵粉成為歐洲和近東地區最重要的糧食。
小麦種子與種植技術从西南亚传到欧洲、北非、和印度次大陆，並在約五千年前傳入中國。中國在剛廣泛種植小麥時，陶器、青銅器都已成熟，但缺乏石磨，以至於先秦的華夏民族可能在長達一千多年的時間裡，只能將完整麥粒蒸熟或煮熟成麥飯來吃，口感與風味欠佳，不利於小麥在中國推廣。直至戰國時代石磨在中國出現，到東漢開始在民間得到廣泛應用，研磨麵粉的技術在魏晉時期逐漸成熟，遂發展出麵條與饅頭等美味的麵食，才有越來越多中國人開始以小麥為主食。

## 種類

### 依麵筋分類
面筋，是指使面团具有筋力的物质（麸质或麥麩）。实际上筋力高低主要取决于面粉中的蛋白质含量的高低。越“高筋”所產生的彈力和粘性則越高，反之則越低。
麵粉可以分為特高筋麵粉、高筋麵粉、中筋麵粉、低筋麵粉及無筋麵粉。五種麵粉的分別在於其黏度的不同。

#### 特高筋麵粉
蛋白質含量為13.5%以上。適合各種意大利麵條（細麵、筆管麵、寬麵、貝殼麵、螺旋麵）、中式的油條、日本的烏龍麵和伊斯蘭世界以及印度的馕餅，因為其有嚼勁、彈力驚人、有極大的發酵香味。

#### 高筋麵粉
蛋白質含量約12.5 ~ 13.5%，蛋白質含量高，因此筋度強，適合各種西式麵包和匹薩餅皮。因為其韌性較高，經烘焙後蓬鬆厚實、有小孔、仍得保持形狀，極度適合添加巧克力、奶油、肉桂粉、起司、果醬等其它食物。

#### 中筋麵粉
蛋白質含量為9.5 ~ 12.0%，適合絕大部分鹹味的中式麵食和小部分中式甜點，包括包子、饅頭、中式麵條、餃子和小籠包等，屬於最萬用的。在歐美國家沒有中筋麵粉的情況下，也可使用高筋和低筋混合製成。

#### 低筋麵粉
蛋白質含量在8.5%以下，因此筋性亦弱，質地更加柔嫩順滑，多用來做蛋糕、司康、美式鬆餅、丹麥曲奇等鬆軟糕點。
如果找不到低筋麵粉，可選那些顏色較為白的普通麵粉，因為漂白過的麵粉或混入20%玉米粉的面粉筋性會相對較低。或者向面粉中加入还原剂（食品添加剂，如山梨酸、抗坏血酸），作用机理是使得面粉中蛋白质分子的二硫键断裂，形成硫氢键，从而降低了面粉筋力。或者添加蛋白酶，作用机理是切断面粉中蛋白质的肽链，从而降低面粉筋力。

#### 無筋面粉
是一種完全不含蛋白質的麵粉，又稱澄麵，適合各種要追求透明感的食物和日式甜點（即和菓子），例如廣式飲茶中的水晶蝦餃、米篩目、腸粉和台灣的粿。

### 依质地分類
按照质地分，可以分为硬质小麦和软质小麦。按照面包生产的要求，使用筋力强、面筋含量高的硬质小麦最好，而软质小麦适合做饼干、蛋糕、点心等。
- 硬质小麦其断面为玻璃质，面筋含量高，筋力好；
- 软质小麦断面为粉质，面筋含量低，筋力弱。

小麦按照播种季节也可分为冬小麦和春小麦。

### 中国面粉分类
分为通用面粉与专用面粉。

#### 通用面粉
1952年7月中国粮食公司统一面粉规格牌号：头等粉，即红富强，出粉率55%；二号粉，即绿建设，出粉率81%；三号粉，即蓝生产，出粉率27%。1953年12月31日，粮食部颁发《全国稻米和麦粉加工的一般标准方案》：凡根据麦粉加工标准生产的面粉，统称“标准粉”，各省不得使用“八五”等名称。1956年7月17日，粮食部在发布的《加工粮检验标准（草案）》中规定小麦粉分为特制粉、标准粉、次等粉、全麦粉4个等级。1963年12月则规定分为特制粉、标准粉、普通粉、全麦粉4个等级。1978年1月改定为特制粉、标准粉、普通粉三个等级，定为国家标准。1987年4月1日实施国家标准的面粉为特制一等粉（原富强粉、特制粉）、特制二等粉（原上白粉）、标准粉、普通粉。1988年7月1日实施国家标准，面粉又增加特制一等高筋小麦粉、二等高筋小麦粉和低筋小麦粉。
- 特精粉：制作高档食品的特级精制小麦粉。
- 特一粉：富强粉、特制粉
- 特二粉：上白粉
- 标准粉
- 普通粉

## 成份
面粉是有機化合物，主要成分有淀粉、蛋白质、脂肪、水、矿物质以及少量的维生素和酶类。
淀粉约占75%。制作面包时，淀粉在酸和酶的作用下，水解成糊精、高糖、麦芽糖和葡萄糖，参与麦拉德反应和焦糖化反应，赋予面包的色泽和风味，同时也为酵母提供食物。
小麦中的蛋白质含量约为8%-16%，包括四种：麦谷蛋白、麦胶蛋白、麦球蛋白以及麦清蛋白。其中麦胶蛋白和麦谷蛋白两种合计占蛋白质总量的80%左右，是形成面筋的主要成分。
小麦中的酶主要有淀粉酶、蛋白酶、脂肪酶和氧化酶。淀粉酶主要包括α-淀粉酶和β-淀粉酶，通常面粉中β-淀粉酶足够，而α-淀粉酶含量不足，需要额外添加。

## 面粉改良剂

### 用于制作面包
向面粉中加入水和面后，反复机械揉压面团，再把面团放置若干小时醒发，可以增加面团的弹性、韧性与筋道。其作用机理是把面团中的蛋白质的硫氢键氧化为二硫键。二硫键越多，可以使蛋白质分子结合起来形成大分子网络结构，增加面团持气性、弹性和韧性。氧化过程还可以降低面粉中蛋白酶的活性，从而保护了面团的筋力和工艺性能。氧化过程还能分解面粉中的植物色素（类胡萝卜素），从而漂白了面粉。
因此，也可在和面前加入氧化剂（食品添加剂），从而提高面团的筋力。
酵母食物，是给面团中的酵母提供营养的物质。包括铵盐、钙盐（如硫酸钙）、乳化剂、酶制剂（主要是α-淀粉酶）。

## 各類食用澱粉
| 原料         | 名稱                           | 用途、備註                                 |
| ------------ | ------------------------------ | ------------------------------------------ |
| 小麥         | 麵粉、澄粉（無筋麵粉）         | 適合西點麵食製作。                         |
| 馬鈴薯       | 太白粉、生粉                   | 適合勾芡和醃食物，湯汁放涼後會還水變稀。   |
| 玉米         | 玉米澱粉、玉米麵粉、粟粉、生粉 | 適合西點製作、勾芡，湯汁放涼後依然濃稠。   |
| 番薯         | 地瓜粉、蕃薯粉                 | 顆粒較為粗糙，適合油炸。                   |
| 木薯         | 樹薯粉、木薯粉（太白粉）       | 泰國木薯粉有時被當成地瓜粉或太白粉。       |
| 蓮藕         | 蓮藕粉                         | 製作藕粉羹、蒸藕粉。                       |
| 其他食用粉類 |                                |                                            |
| 稻米         | 糯米粉、在來米粉               | 製作湯圓、年糕                             |
| 紅藻         | 洋菜粉                         | 製作果凍。非單純由葡萄糖聚合而成之澱粉類。 |
| 海藻類       | 果凍粉                         | 製作果凍。非單純由葡萄糖聚合而成之澱粉類。 |
| 蒟蒻         | 蒟蒻粉                         | 製作蒟蒻。非單純由葡萄糖聚合而成之澱粉類。 |